# Coert Steynberg
Coert Laurens Steynberg (n. 7 ianuarie 1905, Hennops River⁠(d), Gauteng, Africa de Sud – d. 28 iulie 1982, Pretoria, Africa de Sud), este un sculptor și desenator sud-african, provenit din comunitatea afrikaner.

## Biografie
Coert Laurens Steynberg s-a născut la 7 ianuarie 1905, în Hennops River, provenind din comunitatea afrikaners.
Coert Steynberg este autorul unor numeroase statui oficiale ale unor personalități din Republica Africa de Sud, între care: 
- Statuia președintelui  Paul Kruger situată în Parcul Național Kruger;
- Statuia lui J.G. Strijdom situată în Strijdom squar, la Pretoria de la 31 mai 1972 la 31 mai 2001, înainte de reloclizarea la Nylstroom.
- Statuia în bronz a pastorului  Dirk van der Hoff la Potchefstroom.

Coert Steynberg este autorul desenului gazelei springbok aflat pe moneda cu valoare nominală de 5 șilingi comemorând vizita familiei regale a Angliei în 1947. Desenul a fost apoi utilizat pe monedele de 50 de cenți din 1948 – 1964, pe monedele de aur cu valori nominale de 1 Rand și 2 Rand din 1961 – 1983, precum și pe piesa monetiformă Krugerrand, începând din 1967. 
A decedat la 28 iulie 1982, la Pretoria.